# 湯普森冰川
66°45′S 123°39′E / 66.750°S 123.650°E
湯普森冰川（英語：Thompson Glacier）是南極洲的冰川，位於威爾克斯地，最終注入保爾丁灣，在1955年根據美國海軍拍攝的空中照片繪入地圖，現時由南極條約體系管理。